# Liste der Monuments historiques in Charquemont
Die Liste der Monuments historiques in Charquemont führt die Monuments historiques in der französischen Gemeinde Charquemont auf.

## Liste der Objekte
| Bezeichnung                        | Beschreibung | Standort                        | Kennzeichnung | Schutzstatus | Datum | Bild |
| ---------------------------------- | --- | ------------------------------- | ------------- | ------------ | ----- | ---- |
| Reliquiar                          | Silber, Schildpatt, gemarkt 1666, Goldschmiede Charles-Oger Chenevière und Balthazar Chenevière                      | in der Kirche St-Étienne (Lage) | PM25000508    | Classé       | 1979  |      |
| Monstranz                          | Silber, gemarkt 1732, Goldschmied Jean-Baptiste Charmet                                                              | in der Kirche St-Étienne (Lage) | PM25000509    | Classé       | 1979  |      |
| Kelch und Patene                   | Silber, vergoldet, gemarkt 1733, Goldschmied Jean-Baptiste Charmet                                                   | in der Kirche St-Étienne (Lage) | PM25000510    | Classé       | 1979  |      |
| Ziborium                           | Silber, vergoldet, um 1740, Goldschmied vermutlich Jean-Baptiste Charmet                                             | in der Kirche St-Étienne (Lage) | PM25000511    | Classé       | 1979  |      |
| Skulptur Rosenkranzmadonna         | in relieferter Nische mit Darstellung der Rosenkranzgeheimnisse; Holz, farbig gefasst und vergoldet, 18. Jahrhundert | in der Kirche St-Étienne (Lage) | PM25001641    | Classé       | 1979  |      |
| Gemälde Diakon                     | Ölfarbe auf Leinwand, 18. Jahrhundert                                                                                | in der Kirche St-Étienne (Lage) | PM25001984    | Inscrit      | 1981  |      |
| Retabel der Taufkapelle            | Holz, 18. Jahrhundert; mit Gemälde Taufe Christi: Ölfarbe auf Leinwand, 1885 von Paul Oudry                          | in der Kirche St-Étienne (Lage) | PM25001985    | Inscrit      | 1982  |      |
| Zwei Skulpturen: Petrus und Paulus | Holz, farbig gefasst, 18. Jahrhundert                                                                                | in der Kirche St-Étienne (Lage) | PM25001986    | Inscrit      | 1982  |      |